# Monoide
En matemàtiques, un monoide és una estructura algebraica consistent en un conjunt dotat d'una llei de composició interna associativa i d'un element neutre. Un monoide és doncs, un magma associatiu i amb element neutre.
Amb altres paraules, {\displaystyle (E,\star ,e)} és un monoide si:
1. {\displaystyle \forall (x,y)\in E^{2},x\star y\in E} (llei de composició interna).
2. {\displaystyle \forall (x,y,z)\in E^{3},x\star (y\star z)=(x\star y)\star z} (associativitat)
3. {\displaystyle e\in E,\forall x\in E,x\star e=e\star x=x} (element neutre).

Quan no es té l'existència de l'element neutre parlem d'un semigrup.
Un monoide es diu simplificable a l'esquerra si
{\displaystyle \forall (a,b,c)\in E^{3},a*b=a*c\Rightarrow b=c.}
De manera similar, es pot definir simplificable a la dreta.

## Submonoide
Un submonoide d'un monoide {\displaystyle (E,\star ,e)\,} és un subconjunt {\displaystyle E'\,} de {\displaystyle E\,} que verifica
1. {\displaystyle \forall (x,y)\in (E')^{2}\,(x\in E'\,i\,y\in E')\Rightarrow (x\star y\in E')} (estabilitat)
2. {\displaystyle e\in E'\,}

## Exemples
- Monoide xinès.
- El conjunt dels naturals, amb l'addició, és un monoide, en què 0 és l'element neutre.
- El conjunt dels naturals múltiples de n per un n fixat, amb l'addició, és un monoide d'element neutre 0.
- El conjunt de les paraules formades sobre un alfabet, dotat de concatenació, és un monoide que s'anomena monoide lliure, en què la paraula muda és l'element neutre.
- El conjunt de les parts d'un conjunt, dotat de la unió de conjunts, és un monoide, en què el conjunt buit és l'element neutre.
- El conjunt de les parts d'un conjunt, dotat de la intersecció de conjunts, és també un monoide, en què l'element neutre és el conjunt total.
- El conjunt dels naturals, amb la multiplicació, és un monoide, d'element neutre 1, que no és simplificable, ja que {\displaystyle (\forall (n,m),0\cdot n=0\cdot m\,)}:

### L'operació és interna en el conjunt
Siguin a i b dos nombres naturals qualssevol. El producte de a amb b es pot expressar com la suma de a amb si mateix b vegades:
{\displaystyle a\cdot b=\underbrace {b+\cdots +b} _{a{\text{ vegades}}}}
Tenint en compte que el producte de nombres naturals pot ser sempre expressat com a una suma, si es prova que la suma és una operació interna per a aquest conjunt, es provarà el mateix pel producte.
Per definició, el successor d’un nombre natural {\displaystyle n} es defineix com {\displaystyle n+1} i el seu antecessor m com {\displaystyle n=m+1}. Sabent que 1 és el nombre natural més petit i que qualsevol nombre natural té un successor i un antecessor els quals també són nombres naturals (menys l’1), un nombre natural pot ser expressat com el seu antecessor més 1, és a dir, que qualsevol nombre natural pot ser expressat com una suma d’uns. Llavors, la suma de dos nombres naturals {\displaystyle x+y} pot ser expressada com una suma d’uns:
{\displaystyle x+y=\underbrace {1+\cdots +1} _{x{\text{ vegades}}}+\underbrace {1+\cdots +1} _{y{\text{ vegades}}}}
Tenint en compte que una suma d’uns sempre tindrà com a resultat un nombre natural a causa de l’esmentat anteriorment, es prova que la suma de nombres naturals sempre té com a resultat un nombre natural i que, per tant, el producte de nombres naturals és intern al conjunt.

### Existeix un element neutre
L'element neutre del conjunt és 1, ja que si es realitza la suma d'un nombre qualsevol x amb ell mateix una vegada, s'obté el mateix nombre.

### No té element invers
Si existís un element invers {\displaystyle i} al conjunt, s'hauria de verificar per a qualsevol x del conjunt que {\displaystyle a\cdot i=1}, podent ser això també expressat com: {\displaystyle a\cdot i=\underbrace {a+\cdots +a} _{i{\text{ vegades}}}}.
Tret de l'1, no hi ha cap nombre natural que satisfaci l'equació. Per tant, no existeix un element invers en el conjunt.

### El producte és associatiu en el conjunt
Com s'ha esmentat abans, el producte de dos nombres naturals pot ser expressat com una suma. Atès que la suma és associativa pel conjunt dels nombres naturals, el producte també.

### La divisió no és sempre possible
Ja que no existeix un divisor x per a cada a i b en el conjunt dels nombres naturals tal que {\displaystyle a*x=b}, el qual es pot expressar també com {\displaystyle \underbrace {a+\cdots +a} _{x{\text{ vegades}}}=b}. Si es dona, per exemple, el cas que {\displaystyle a>b}, llavors no existiria cap x que satisfaci l'equació. Per tant, la divisió no sempre és possible.